# Campiña de las Ofrendas
La campiña o marisma (sx.t en singular) de Hetep (Hotep), conocida también como "Campiña de las Ofrendas o "Campo de las Ofrendas" o "Campos Elíseos de los Egipcios", era un lugar paradisíaco de fértiles campiñas, marismas e islas, donde reinaba el dios del mismo nombre Hetep o Hotep, un aspecto del dios Shu o Schu, el dios que soporta o eleva el cielo, asimilado por los griegos con Atlas. El nombre Htp, en egipcio, tiene varios significados, como Paz, Fortuna, Felicidad, Reposo, Poniente o lugar por donde se pone el Sol, y también Ofrenda. En la misma Campiña de Hetep también se ubicó los dominios de Osiris, y la morada de Shu, de Thot de Atum y Hathor, entre otros dioses importantes, según la mitología egipcia. 
Las referencias más antiguas, en los "Textos de las Pirámides", son un poco confusas en cuanto a su localización; sólo queda claro que entonces su versión celestial se hallaba en algún punto del hemisferio norte, y que desde la misma después se podía pasar a las "Campiñas de Aaru". Pero en los "Textos de los Ataúdes o Sarcófagos" se localiza en el Poniente, o sea, en los parajes por donde el Sol Ra -en su aspecto como Atum- se pone (Htp). Tal como sostiene el reputado egiptólogo, Leonard H. Lesko, catedrático del Department of Egyptology at Brown University, el "Campo de Hetep" o "Campo de las Ofrendas" de Osiris se encuentra en el Oeste